# Douglas Huebler
Douglas Huebler (27 ottobre 1924 – 12 luglio 1997) è stato un artista statunitense.
È stato un artista concettuale di fama internazionale.
Ha realizzato numerosi progetti in diversi media, documenti, fotografie, mappe e testi che esplorano gli ambienti sociali. Per venti anni è stato rettore alla California Institute of Arts. È famosa la frase “Il mondo è pieno di oggetti più o meno interessanti; non voglio aggiungerne altri.”
Nel 1972 ha preso parte alla documenta 5 a Kassel, e nel 1977 alla documenta 6.

## Mostre e collezioni
Opere di Douglas Huebler sono nel Museum of Contemporary Art a Los Angeles, nella National Gallery of Canada a Ottawa, nel Rose Art Museum a Waltham Massachusetts e nella Tate Gallery a London.